# Epiplema nigrocupreata
Epiplema nigrocupreata är en fjärilsart som beskrevs av Walker 1861. Epiplema nigrocupreata ingår i släktet Epiplema och familjen Uraniidae. Inga underarter finns listade i Catalogue of Life.